# Argentinomyia maculatus
Argentinomyia maculatus är en tvåvingeart som först beskrevs av Walker 1852.  Argentinomyia maculatus ingår i släktet Argentinomyia och familjen blomflugor. Inga underarter finns listade i Catalogue of Life.